# Стаматіос Кріміджіс
Стаматіос Кріміджіс (грец. Σταμάτιος Κριμιζής; нар. 1938) — голова космічного відділу лабораторії прикладної фізики Університету Джона Гопкінза, спеціаліст сонячної, міжпланетарної та магнітосферної фізики. На його честь названо астероїд 8323 Krimigis.
Він народився в 1938 році у м. Вронтадос, острів Хіос, Греція, де навчався у школі. У Сполучених Штатах він навчався в Університеті штату Міннесота і здобув ступінь бакалавра фізики, 1961, магістр наук в Університеті штату Айова в 1963 і Ph.D. в 1965 р з фізики. Був учнем Ван Аллена.
Член Академії в Афінах, Греція. Також є президентом національної грецької науково-технічної ради.